# Schafkopf (Haardt)
Der Schafkopf ist ein 616,8 m ü. NHN hoher Berg im Mittleren Pfälzerwald, einer Teilregion des Pfälzerwaldes. Über den Berg verläuft die Gemarkungsgrenze der Gemeinden Maikammer und Sankt Martin im rheinland-pfälzischen Landkreis Südliche Weinstraße. Er gehört zu den Bergen im Pfälzerwald, deren Höhe die 600-m-Höhenlinie übersteigt.

## Geographie

### Lage
Der Schafkopf erhebt sich im Biosphärenreservat Pfälzerwald-Vosges du Nord und im Naturpark Pfälzerwald. Sein Gipfel liegt 2,5 km westsüdwestlich vom Kalmitgipfel (672,6 m), sowie 4 km westnordwestlich von Sankt Martin und 6 km (jeweils Luftlinie) westlich von Maikammer. Die Gemarkungsgrenze beider Gemeinden verläuft über die Gipfelregion, und der Gipfel liegt wenige Meter nordwestlich der Grenze in der Gemarkung Maikammer. Der Schafkopf bildet mit dem Rotsohlberg (607,1 m) und dem Morschenberg (Platte; 608,3 m) einen im Mittleren Pfälzerwald am Ostrand zur Haardt liegenden Höhenzug. Der Höhenzug wird im Nordosten zwischen der Kalmit und dem Rotsohlberg vom Gebirgspass Hüttenhohl  (476,9 m), im Norden vom Gebirgspass Totenkopf (513,7 m) und im Südwesten, jenseits vom Morschenberg, vom Gebirgspass Lolosruhe (573,8 m) begrenzt.
Auf dem Südosthang des Schafkopfs entspringt aus der Kirchquelle der Kropsbach und ostsüdöstlich des Berges dessen Kleinzufluss Hüttenbach. Nach Südsüdosten fällt die Landschaft zum etwas entfernten Triefenbach ab und nach Westen zum Argenbach.

### Naturräumliche Zuordnung
Der Schafkopf gehört zum Naturraum Pfälzerwald, der in der Systematik des von Emil Meynen und Josef Schmithüsen herausgegebenen Handbuches der naturräumlichen Gliederung Deutschlands und seinen Nachfolgepublikationen als Großregion 3. Ordnung klassifiziert wird. Betrachtet man die Binnengliederung des Naturraums, so gehört er insbesondere zum Mittleren Pfälzerwald.
Zusammenfassend folgt die naturräumliche Zuordnung des Schafkopfs damit folgender Systematik:
1. Großregion 1. Ordnung: Schichtstufenland beiderseits des Oberrheingrabens
2. Großregion 2. Ordnung: Pfälzisch-Saarländisches Schichtstufenland
3. Großregion 3. Ordnung: Pfälzerwald
4. Region 4. Ordnung (Haupteinheit): Mittlerer Pfälzerwald (Großteil des Berges mit Gipfellage)
5. Region 5. Ordnung: Haardt (Ostflanke)

## Verkehr und Wandern
Östlich vorbei am Schafkopf verläuft die Totenkopfstraße. Über den Höhenzug von Rotsohlberg, Schafkopf und Morschenberg führen vom Totenkopf bzw. Hüttenhohl bis zur Lolosruhe durch den Pfälzerwald-Verein markierte Wanderwege, die allerdings nicht über die Gipfel verlaufen. Über den Gipfel führt entlang der Grenze von Maikammer und Sankt Martin ein schmaler Wanderpfad, an dem eine Reihe historischer Grenzsteine vorhanden sind.

## Sonstiges
Der Schafkopf ist vollständig mit Mischwald hauptsächlich aus Kiefern und Buchen bedeckt. Sein Gipfel ist durch eine Steinpyramide markiert. Zudem befindet sich dort einer der Reihe von erhaltenen, mit den Inschriften S und M und 1822 versehenen Grenzsteinen auf der heutigen Gemarkungsgrenze zwischen Maikammer und Sankt Martin. Östlich bis südöstlich des Berges wurde ein etwa 41 Hektar großes Wald- und Wiesengebiet zur Nutzung als Beweidungsprojekt Sandwiesenweiher eingefriedet; dort wurden Heckrinder angesiedelt.